# Petyr Dertliew
Petyr Antonow Dertliew (bułg. Петър Антонов Дертлиев; ur. 7 kwietnia 1916 we wsi Pisarewo w obwodzie Łowecz, zm. 5 listopada 2000 w Sofii) – bułgarski lekarz i polityk, działacz opozycji antykomunistycznej, uczestnik rozmów przy Okrągłym Stole, jeden z twórców i pierwszy przewodniczący współczesnej Bułgarskiej Partii Socjaldemokratycznej (1989–1998), deputowany do Wielkiego Zgromadzenia Narodowego 6. (1946–1948) i 7. kadencji (1990–1991).

## Wykształcenie i praca zawodowa
W 1941 ukończył medycynę. W 1945 rozpoczął pracę na stanowisku asystenta w Katedrze Anatomii Fakultetu Medycznego w Sofii. Od 1957 przez siedem kolejnych lat pracował szpitalu dla dzieci chorych na gruźlicę w Triawnie, zaś od 1963 do momentu przejścia na emeryturę w 1984 był dyrektorem oddziału fluorograficznego w Instytucie Gruźlicy przy Akademii Medycznej. Mówił po angielsku, francusku i rosyjsku.

## Kariera polityczna
Zainteresowanie polityką i socjaldemokracją przejawiał od wczesnej młodości. W 1938 został oskarżony o nielegalne drukowanie materiałów agitacyjnych w czasie wyborów parlamentarnych, jednak zdołał uniknąć skazania. Po zamachu stanu z 9 września 1944, w rezultacie którego władzę w Bułgarii przejęli komuniści, wstąpił do komitetu Frontu Ojczyźnianego działającego w Fakultecie Medycznym i w Uniwersytecie Sofijskim, a także objął stanowisko sekretarza Związku Młodzieży Socjalistycznej. W 1946, z powodu działalności antykomunistycznej, został okresowo internowany. W listopadzie tego samego roku wybrano go do Wielkiego Zgromadzenia Narodowego 6. kadencji. 1 lipca 1948, decyzją zdominowanego przez komunistów Prezydium Parlamentu, został pozbawiony immunitetu poselskiego, a następnie skazany na dziesięć lat pozbawienia wolności. Wyrok odbywał w obozach w Wenczanie i w Belene oraz w więzieniach w Plewenie i w Pazardżiku.
W okresie transformacji ustrojowej w Bułgarii na przełomie lat 80. i 90. na nowo zaangażował się w politykę. Był jednym z inicjatorów reaktywowania Bułgarskiej Partii Socjaldemokratycznej (BPSD) i włączenia jej w struktury antykomunistycznego Związku Sił Demokratycznych (ZSD). Od 26 listopada 1989 pełnił funkcję przewodniczącego BPSD. Wziął udział w negocjacjach przy Okrągłym Stole.
W lipcu 1990 uzyskał mandat posła do Wielkiego Zgromadzenia Narodowego 7. kadencji. Wkrótce po rezygnacji Petyra Mładenowa ze stanowiska prezydenta, Dertliew został kandydatem ZSD do objęcia najwyższego urzędu w państwie. Głównie z powodu sprzeciwu deputowanych Bułgarskiej Partii Socjalistycznej, którzy obawiali się jego nieprzejednanej postawy antykomunistycznej, nie został wybrany. W 1991, mimo bojkotu obrad parlamentarnych przez 39 działaczy ZSD, Dertliew zdecydował o podpisaniu przez BPSD projektu nowej konstytucji. Jego decyzja doprowadziła do zerwania współpracy między socjaldemokratami i ZSD. W ciągu kilku następnych lat próbował skoncentować wokół BPSD siły pozaparlamentarne, pozostające w opozycji zarówno wobec socjalistów jak i ZSD. Jego wysiłki nie przyniosły znaczących rezultatów. Zarówno koalicja o nazwie ZSD-Centrum jak i Demokratyczna Alternatywa na rzecz Republiki, utworzone odpowiednio przed wyborami do Zgromadzenia Narodowego 36. (1991) i 37. kadencji (1994), nie zdołały przekroczyć progu wyborczego.
W październiku 1998 grupa działaczy BPSD niezadowolonych z poczynań Dertliewa zdecydowała o wyborze na stanowisko przewodniczącego partii Jordana Nichrizowa. Z tą decyzją nie zgodzili się pozostali członkowie ugrupowania, którzy w dniach 21-22 listopada tego samego roku zwołali 43. kongres BPDS i przeprowadzili własne wybory nowego lidera. Z powodu podeszłego wieku Dertliew zdecydował się nie kandydować i przyjął dożywotnio tytuł honorowego przewodniczącego partii. Jego następcą na stanowisku szefa socjaldemokratów został Petyr Agnow, który obrał kurs ku współpracy z Bułgarską Partią Socjalistyczną.

## Życie prywatne
Petyr Dertliew był żonaty, miał dwie córki i czworo wnuków. Wydał dwie książki autobiograficzne. Jego nazwiskiem nazwano jedną z ulic Sofii.